# Conan!
Conan! (Conan) è una raccolta di sette racconti heroic fantasy scritti da Robert E. Howard, L. Sprague de Camp e Lin Carter con protagonista Conan il barbaro, personaggio creato da Howard.
È il primo tomo di una serie di dodici volumi dedicata al personaggio.

## Storia editoriale
Il personaggio di Conan era stato creato da Robert Howard nel 1932 e fu protagonista di diversi romanzi e racconti pubblicati sulla rivista Weird Tales fino alla morte dello scrittore nel 1936. Circa vent'anni dopo la casa editrice Gnome Press acquisì i diritti per ristampare in volume il ciclo di Conan e affidò la curatela del progetto al romanziere L. Sprague de Camp, importante autore della rivista Unknown concorrente di Weird Tales; egli decise di organizzare i testi di Howard secondo una cronologia interna da lui ipotizzata (laddove Howard li aveva composti in ordine anacronico) e aggiunse ai cinque volumi di materiali "canonici" due tomi di testi "apocrifi", composti di suo pugno o dal collaboratore Björn Nyberg. Circa dieci anni dopo i diritti passarono da Gnome Press a Lancer Books e il nuovo editore incaricò de Camp e il suo collaboratore Lin Carter di espandere ulteriormente la serie, allestendo così una nuova edizione in dodici volumi.
Il primo volume Conan! fu pubblicato in brossura da Lancer Books nel 1967, e fu ristampato nel 1968, 1969, 1970, 1971, 1972 (due tirature) e 1973; dopo il fallimento di Lancer a cavallo fra 1976 e 1977, Ace Books rilevò i diritti sulla serie e il volume fu ristampato a marchio Ace nel maggio 1977, poi ancora nel 1979, 1982 (due tirature), 1983, 1984, 1985, 1986, e 1990. La prima edizione britannica fu distribuita da Sphere Books nel 1974 e ristampata nel 1977; sempre per il mercato britannico fu unito al secondo e al terzo volume della dodecalogia, Conan di Cimmeria e Conan il pirata, nel volume omnibus The Conan Chronicles (Sphere Books, agosto 1989). Il libro è stato tradotto in tedesco, giapponese, francese, spagnolo, italiano, svedese e olandese.
La prima edizione italiana di Conan! è stata pubblicata da Editrice Nord nel 1976 entro la Fantacollana, collana nella quale venne tradotta l'intera serie Lancer/Ace (seppur in ordine sfasato rispetto alla cronologia interna); la raccolta è stata riproposta dallo stesso editore entro il volume omnibus di grande formato La Leggenda di Conan il Cimmero della linea Grandi Opere Nord nel 1989, e poi nell'omnibus in brossura tascabile Conan il Cimmero della linea Tascabili Super Omnibus nel 1993.

## Contenuti
Il volume comprende tre testi di apparato, tre racconti "canonici" di Howard, due racconti incompiuti di Howard completati da de Camp e Carter come "collaborazioni postume", e due racconti "apocrifi" composti dai soli de Camp e Carter. Si indica per ogni testo la prima edizione.
- Introduzione di L. Sprague de Camp.
- Lettera di Robert E. Howard a P. Schuyler Miller.
- L'era Hyboriana (The Hyborian Age - Part 1), saggio di Robert E. Howard composto fra 1932 e 1933, postumo come chapbook per LANY Cooperative, 1938.
- "La «cosa» nella cripta" ("The Thing in the Crypt"), inedito. Scritto da Lin Carter e L. Sprague de Camp.
- "La torre dell'elefante" ("The Tower of the Elephant"), Weird Tales marzo 1933. Scritto da Robert E. Howard.
- "Il palazzo dei morti" ("The Hall of the Dead"), inedito. Sinossi di Robert E. Howard terminata da L. Sprague de Camp.
- "Il dio nell'urna" ("The God in the Bowl"), postumo, Space Science Fiction settembre 1952. Scritto da Robert E. Howard.
- "Gli intrusi a palazzo" ("Rogues in the House"), Weird Tales gennaio 1934. Scritto da Robert E. Howard.
- "La mano di Nergal" ("The Hand of Nergal"), inedito. Frammento di Robert E. Howard terminato da Lin Carter.
- "La città dei teschi" ("The City of Skulls"), inedito. Scritto da Lin Carter e L. Sprague de Camp.

## Trama
La raccolta si apre con una lettera di Howard ai suoi ammiratori P. Schuyler Miller e John D. Clark, in cui tratteggia la biografia fittizia di Conan, e con un suo saggio storiografico ed etnografico sull'era hyboriana, la fittizia epoca preistorica in cui si svolgono le avventure dell'eroe; la trattazione parte dalla fine della precedente era thuriana (in cui Howard aveva ambientato il ciclo di Kull di Valusia), segnata dall'inabissamento di Atlantide e Lemuria, e giunge fino all'insediamento in Europa della civiltà hyboriana, diretta antecedente dei popoli indoeuropei. Va segnalato che nella prima edizione italiana questo articolo venne rimosso da Conan! e trasferito come prefazione nel decimo tomo della serie, il romanzo Conan il vendicatore, ma tornò a fungere da prologo alla saga nelle successive ristampe in volumi omnibus.
Le sette storie in questo volume coprono l'adolescenza di Conan fino a circa i vent'anni: inizialmente uno schiavo nel paese di Hyperborea, il ragazzo riacquista la libertà e prende a vagabondare nei regni hyboriani di Zamora, Corinthia e Nemedia, vivendo di furti e rapine, fino a che non si arruola come mercenario nelle armate del re Yildiz di Turan. Nel corso di queste peregrinazioni, Conan è costretto suo malgrado a scontrarsi più e più volte con spiriti, demoni e stregoni.